# Герб Козлово (Тверская область)
Герб муниципального образования посёлок Козлово Конаковского района Тверской области Российской Федерации — опознавательно-правовой знак, служащий официальным символом муниципального образования.
Герб утверждён Решением № 289 Совета депутатов городского поселения — посёлок Козлово от 28 марта 2012 года.
Герб внесён в Государственный геральдический регистр Российской Федерации под регистрационным номером 7760.

## Описание герба
«В червлёном поле с зелёной зубчатой каймой, нитевидно окаймлённой золотом — серебряный ключ, ушком влево и бородкой вверх, поверх положенных накрест и сообращённых лезвиями серебряных же топоров, как у рынд».
Герб посёлка Козлово может воспроизводиться в двух равно допустимых версиях:
 — без вольной части.
 — с вольной частью — четырёхугольником, примыкающим к верхнему краю щита с воспроизведёнными в нем фигурами герба Тверской области.
Герб посёлка Козлово, в соответствии с Методическими рекомендациями по разработке и использованию официальных символов муниципальных образований (Раздел 2, Глава VIII, п.п. 45-46), утверждёнными Геральдическим советом при Президенте Российской Федерации 28.06.2006 года, может воспроизводиться со статусной короной установленного образца.

## Обоснование символики
Муниципальное образование городское поселение — посёлок Козлово расположено в границах территории Государственного комплекса «Завидово» — особо охраняемой природной территории федерального значения со статусом национального природного парка и относится к объектам общенационального достояния. В пгт. Козлово находятся текстильные производства, расположенные в здании промышленной архитектуры — ковровой фабрики, которая была основана в 1857 английским предпринимателем Фланденом, она выпускала скатерти и ковры. Также в окрестностях пгт. Козлово действует лесхоз.
По преданию в XVI веке в этих местах стоял охотничий шалаш Ивана Грозного, которого сопровождали оруженосцы (рынды) вооружённые, в том числе и топориками.
5 июля 1929 г. в окрестностях посёлка Козлово было создано Завидовское военно-охотничье хозяйство, которое в дальнейшем получило статус Государственного комплекса «Завидово», включающего в себя национальный парк и официальную загородную резиденцию высшего руководства СССР и Российской Федерации «Русь».
Гостями заповедника во время визитов в СССР были Иосип Броз Тито, Фидель Кастро, Эрих Хонеккер, президент Финляндии Урхо Кекконен, Янош Кадар и др. политические деятели и известные люди.
Для Леонида Брежнева вблизи пгт. Козлово был построен 2-этажный коттедж, отделанный внутри и снаружи гранитом, мрамором, ценными породами дерева, терем из соснового бруса, а также гостиница на двенадцать номеров «люкс» с кинозалом и бильярдом. Брежнев очень любил охотиться в «Завидово», как ранее и Никита Хрущёв.
В 1971 году на базе Завидовского охотничьего хозяйства Министерства обороны СССР был создан государственный научно-опытный заповедник.
В феврале 1992 года президент РФ Борис Ельцин распорядился создать Государственный комплекс «Завидово», включающий в себя территорию национального парка и официальную загородную резиденцию президента России «Русь». 18 августа 1996 года указом Президента РФ за государственным комплексом «Завидово» ФСО России был утверждён статус резиденции Президента РФ.
Символика герба городского поселения Козлово многозначна:
 — красное поле — символ территории, занимаемой пгт. Козлово;
 — зелёная кайма — символ заповедной территории, окружающей поселок;
 — перекрещённые ключ и топорики — символ государственной резиденции;
 — ключ — символизирует значимость Завидовской резиденции Президента России в принятии «ключевых» решений во время встреч, проводившихся на территории резиденции;
 — топорики — символ охраны и резиденций, и их гостей, символ охраняемой территории;
 — общее цветовое решение герба с зубчатой каймой, напоминающее ковровое изделие, символизирует ранее существовавшую фабрику ковровых изделий, на базе которой существует современное текстильное производство.
Червлень (красный цвет) — символ жизнеутверждающей силы, красоты, праздника, мужества.
Зелёный цвет символизирует весну, здоровье, природу, надежду.
Золото — символ высшей ценности, величия, богатства, урожая.
Серебро — символ чистоты, открытости, божественной мудрости, примирения.
Герб разработан при содействии Союза геральдистов России.
Герб создан авторским коллективом: идея герба — Константин Моченов (Химки); Михаил Медведев (С-Петербург); консультант — Владимир Лавренов (Тверь); художник и компьютерный дизайн — Оксана Афанасьева (Москва); обоснование символики — Вячеслав Мишин (Химки).